# Kupa na Sŭvet·skata armiya 1963-1964
La Coppa dell'Esercito sovietico 1963-1964 è stata la 19ª edizione di questo trofeo, e la 24ª in generale di una coppa nazionale bulgara di calcio, terminata il 9 settembre 1964. Lo Slavia Sofia ha vinto il trofeo per la terza volta.

## Sedicesimi di finale
| Squadra 1             | Totale          | Squadra 2         | Andata | Ritorno |
| --------------------- | --------------- | ----------------- | ------ | ------- |
| Lokomotiv Ruse        | 1 – 5           | Lokomotiv GO      | 1 - 2  | 0 - 3   |
| Svetkavica            | 1 – 7           | Spartak Pleven    | 0 - 1  | 1 - 6   |
| Pirin Blagoevgrad     | 1 – 6           | Marek Dupnica     | 0 - 3  | 1 - 3   |
| Botev Plovdiv         | 3 – 3 (8-7 dtr) | Septemvri Sofia   | 2 - 0  | 1 - 3   |
| Lokomotiv Sofia       | 3 – 2           | Montana           | 2 - 1  | 1 - 1   |
| Minjor Pernik         | 0 – 1           | Slavia Sofia      | 0 - 0  | 0 - 1   |
| Dimitrovgrad          | 3 – 7           | Sliven            | 1 - 2  | 2 - 5   |
| Rodopa Smoljan        | 2 – 10          | Spartak Plovdiv   | 2 - 3  | 0 - 7   |
| Dobrudža              | 1 – 4           | Dunav Ruse        | 1 - 1  | 0 - 3   |
| Beloslav              | 6 – 8           | Spartak Varna     | 4 - 5  | 2 - 3   |
| Levski Sofia          | 11 – 2          | Liteks Loveč      | 8 - 0  | 3 - 2   |
| Geolozhka Baza Varna  | 1 – 9           | Černo More Varna  | 1 - 4  | 0 - 5   |
| Gigant Saedinenie     | 1 – 6           | CSKA Sofia        | 0 - 3  | 1 - 3   |
| Marica Plovdiv        | 0 – 2           | Lokomotiv Plovdiv | 0 - 1  | 0 - 1   |
| Hadzhi Dimitar Sliven | 5 – 4           | Beroe             | 5 - 2  | 0 - 2   |

## Ottavi di finale
Alle 15 squadre che hanno passato il turno precedente si aggiunge lo Spartak Sofia, dopo l'esclusione dalla competizione del Velbažd Kjustendil.
| Squadra 1         | Totale          | Squadra 2             | Andata | Ritorno |
| ----------------- | --------------- | --------------------- | ------ | ------- |
| Lokomotiv GO      | 3 – 3 (6-7 dtr) | Levski Sofia          | 3 - 0  | 0 - 3   |
| Marek Dupnica     | 3 – 3 (3-6 dtr) | Slavia Sofia          | 3 - 0  | 0 - 3   |
| Spartak Sofia     | 1 – 2           | Botev Plovdiv         | 0 - 0  | 1 - 2   |
| Lokomotiv Sofia   | 6 – 7           | Černo More Varna      | 2 - 3  | 4 - 4   |
| Sliven            | 5 – 9           | CSKA Sofia            | 3 - 6  | 2 - 3   |
| Spartak Varna     | 0 – 3           | Dunav Ruse            | 0 - 2  | 0 - 1   |
| Spartak Plovdiv   | 6 – 3           | Hadzhi Dimitar Sliven | 5 - 1  | 1 - 2   |
| Lokomotiv Plovdiv | 2 – 3           | Spartak Pleven        | 1 - 0  | 1 - 3   |

## Quarti di finale
| Squadra 1        | Totale | Squadra 2       | Andata | Ritorno |
| ---------------- | ------ | --------------- | ------ | ------- |
| Slavia Sofia     | 7 – 3  | Dunav Ruse      | 4 - 0  | 3 - 3   |
| Černo More Varna | 4 – 3  | Spartak Plovdiv | 3 - 0  | 1 - 3   |
| CSKA Sofia       | 2 – 4  | Botev Plovdiv   | 2 - 0  | 0 - 4   |
| Spartak Pleven   | 2 – 4  | Levski Sofia    | 1 - 0  | 1 - 4   |

## Semifinali
| Squadra 1        | Totale | Squadra 2     | Andata | Ritorno |
| ---------------- | ------ | ------------- | ------ | ------- |
| Slavia Sofia     | 4 – 3  | Levski Sofia  | 2 - 2  | 2 - 1   |
| Černo More Varna | 2 – 4  | Botev Plovdiv | 1 - 1  | 1 - 3   |

## Finale
| Arbitro: | Stefan Konstantinov |

|                                    |           |                           |
| Vasilev 25’ (rig.) Krastev 52’ 73’ | Marcatori | 11’ Kostadinov 42’ Ivanov |